# Station Veauche Saint Galmier
Station Veauche Saint Galmier is een spoorwegstation in de Franse gemeente Veauche. Het station ligt in het kerkdorp Saint-Laurent-de-Veauche aan de regionale spoorlijn Saint-Étienne - Roanne.

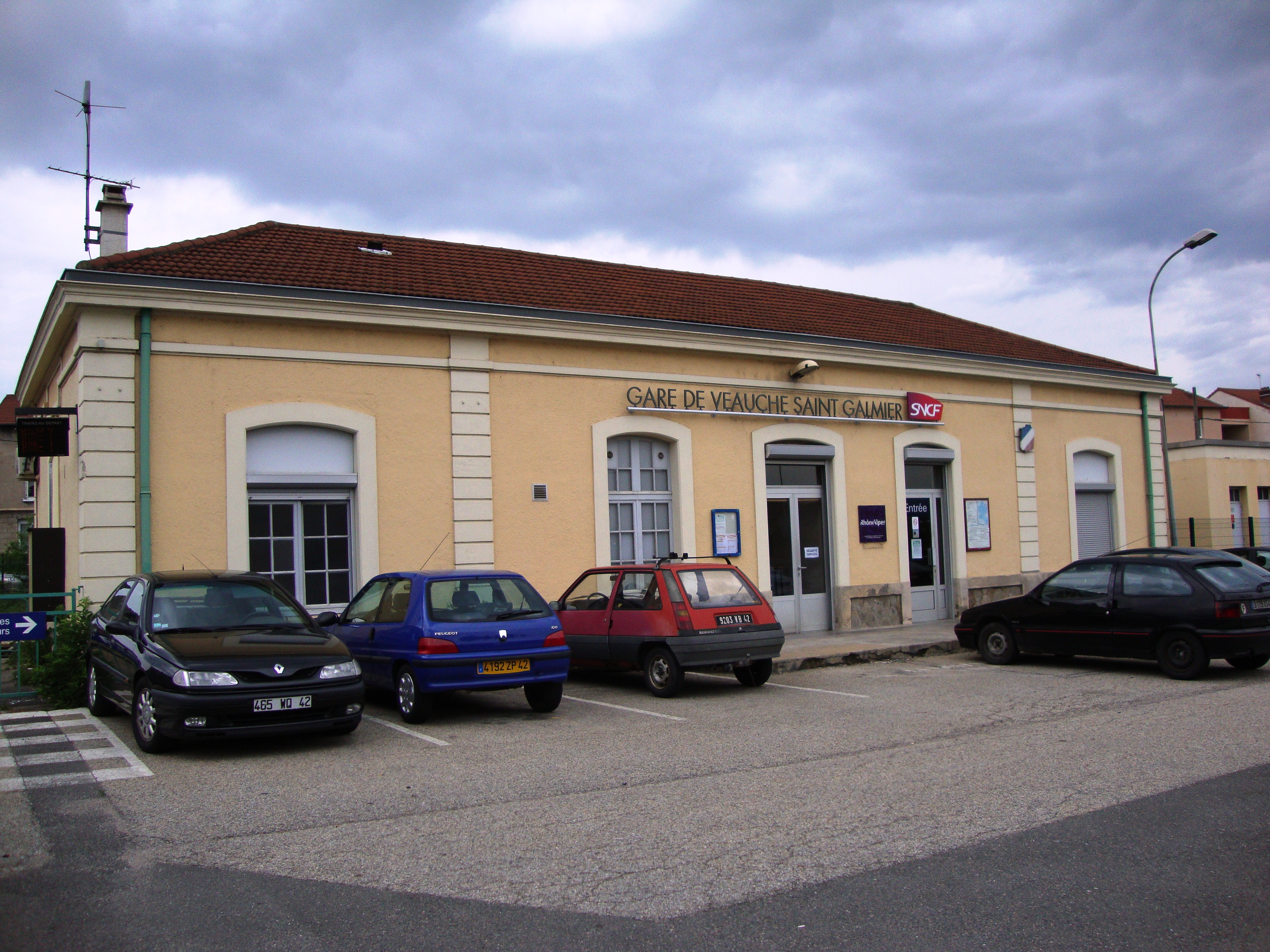
Entree station